# Elatostema lineare
Elatostema lineare är en nässelväxtart som beskrevs av Otto Stapf. Elatostema lineare ingår i släktet Elatostema och familjen nässelväxter. Inga underarter finns listade i Catalogue of Life.